# Kingoro
Kingoro är ett vattendrag i Burundi.   Det ligger i provinsen Gitega, i den centrala delen av landet, 70 kilometer sydost om huvudstaden Bujumbura.
Omgivningarna runt Kingoro är en mosaik av jordbruksmark och naturlig växtlighet. Runt Kingoro är det tätbefolkat, med 286 invånare per kvadratkilometer.